# Miguel Ángel Fernández Mateu
Miguel Ángel Fernández Mateu (Valencia, 5 november 1950) is een Spaans componist, muziekpedagoog, dirigent, organist, pianist en arrangeur.

## Levensloop
Mateu studeerde privé orgel bij José Climent en Vicente Chuliá. Vervolgens studeerde hij aan het Berklee College of Music in Boston harmonie, contrapunt, jazz, orkestratie, arrangement en filmcompositie. Vervolgens studeerde hij muziektheorie aan het Royal College of Music in Londen. Hij is tevens professor voor harmonie, contrapunt, compositie en instrumentatie. Tussen 1980 en 1991 was hij dirigent, arrangeur en sessiemuzikant bij diverse regionale en de nationale televisiemaatschappijen en werkte in deze functie aan meer dan 1000 opnames mee. Hij is auteur van twee muziektheoretische werken. Voor de hotelketen Hilton verzorgde hij concerten in Europa, in het Midden-Oosten en in Afrika.
Mateu is een van de medeoprichters van de Academia de las Artes y las Ciencias de la Música (Academie van Kunsten en Wetenschappen van de muziek) en won meerdere malen prijzen voor zijn symfonische werken.
Hij is docent voor compositie en analyse aan het Conservatorio Profesional Alto Palancia de Segorbe. Verder werkt hij eveneens als docent voor compositie en analyse aan het Allegro Centro Musical de Valencia, aan de muziekschool van de Banda Musical Unió d'Estivella en aan het Conservatorio Profesional Plana de Utiel.
Als componist schreef hij werken voor orkest, banda (harmonieorkest), vocale muziek en kamermuziek.

## Composities

### Werken voor orkest
- 2000 Terra Mítica, symfonisch gedicht voor gemengd koor, saxofoonkwintet, popgroep, uitgebreid slagwerk en orkest (ook in een versie voor harmonieorkest)

### Werken voor banda (harmonieorkest)
- 1997 Las estaciones, suite voor div. soloinstrumenten en harmonieorkest
  1. Primavera - voor hobo (of sopraansaxofoon) en harmonieorkest
  2. L'estiu (Verano) - voor altsaxofoon en harmonieorkest
  3. La tardor (Otoño) - voor trompet en harmonieorkest
  4. L'hivern (Invierno) - voor baritonsaxofoon en harmonieorkest
- 1998 Como un sueño, fantasie
- 1998 Waves, voor vibrafoon solo en harmonieorkest
- 1999 New's
- 2000 Alejandro "El magno", voor trombone en harmonieorkest
- 2000 Terra Mítica, symfonisch gedicht
  1. Introducción
  2. Mare Nostrum
  3. Navíos Cretenses
  4. La Pirámide
  5. Profanación
  6. Amanece en Alejandría
  7. Ensoñación de Telémaco
  8. El Olimpo
  9. Imperio Romano
  10. Despertar en Iberia
  11. En el Zoco
  12. La Sinagoga
  13. Fiesta Popular
  14. Juegos de Niños
  15. Contemplación
  16. Finale
- 2002 Auditorium Overture, Obertura conmemorativa
  1. Introito
  2. Convocatio
  3. Finale
- 2009 Jambo - Un grato recuerdo da las gentes y tierras de Tanzania
  1. Mwalimu
  2. Kwuaheri

### Vocale muziek

#### Werken voor koor
- 2002 Con gozo acudo (...a tu amable cita en el altar), voor gemengd koor en orgel
- 2012 Himno del Conser - "Avanzad", voor kinderkoor, gemengd koor en harmonieorkest - tekst: Fernando Romero

### Kamermuziek
- 1997 Verano (L'estiu), voor saxofoon en piano
- 2000 El saltamontes, miniaturen voor klarinetkwartet
- 2000 El trébol de la buena suerte, fantasie voor klarinetkwartet
- 2003 Stella, historia de una vida, voor koperkwintet (2 trompetten, hoorn, trombone en tuba) en slagwerk (timbales, xylofoon, vibrafoon, marimba, triangel, crashbekken en Hihat)
- 2004 Solitude, voor dwarsfluit en vibrafoon
- La muñeca bailarina, voor cello solo
- Penumbra, voor klarinet en piano

### Werken voor piano
- Nocturno nr. 1
- Stella

### Werken voor slagwerk
- 2006 Toco vibes¡, voor slagwerksextet

## Publicaties
- MIDI: Tecnología digital al servicio de la música, Valencia, Ab Música, 1992.
- Armonía colorista: Quintiadas y densidales superiores en la música tonal, Valencia, Ab Música, 2003.
- Armonía práctica, vol. 1, Valencia, Ab Música
- Armonía práctica, vol. 2, Valencia, Ab Música, 2006.